# Laocoetis perion
Laocoetis perion är en svampdjursart som beskrevs av Claude Lévi 1986. Laocoetis perion ingår i släktet Laocoetis och familjen Craticulariidae.
Artens utbredningsområde är havet kring Réunion. Inga underarter finns listade i Catalogue of Life.